# Chinatown (Sydney)
Chinatown is de Chinese buurt van de Australische stad Sydney. Dit is de grootste Chinatown van Australië. Sydney Chinatown ligt in Haymarket, tussen het Centraal Station van Sydney en Darling Harbour. De straatnaamborden zijn in het Engels en traditioneel Chinees. De buurt heeft vele Chinese restaurants, supermarkten en winkeltjes. Aan weerszijden van de voetgangerszone Dixon Street staat een sierpoort. Vlak bij deze Chinese buurt ligt de Chinese Garden of Friendship.

## Straten van Sydney Chinatown

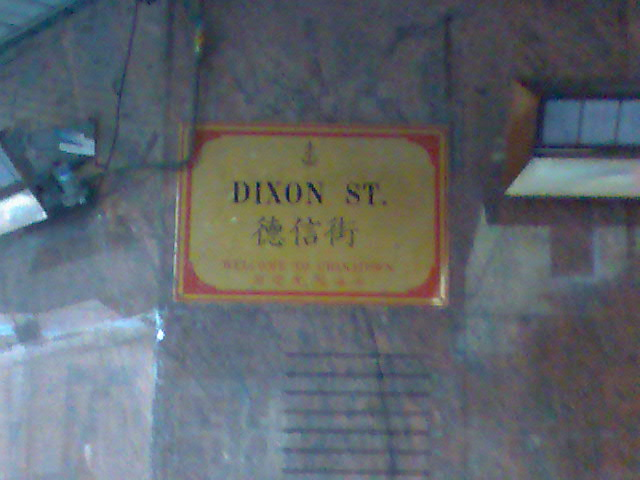
Dixon Street
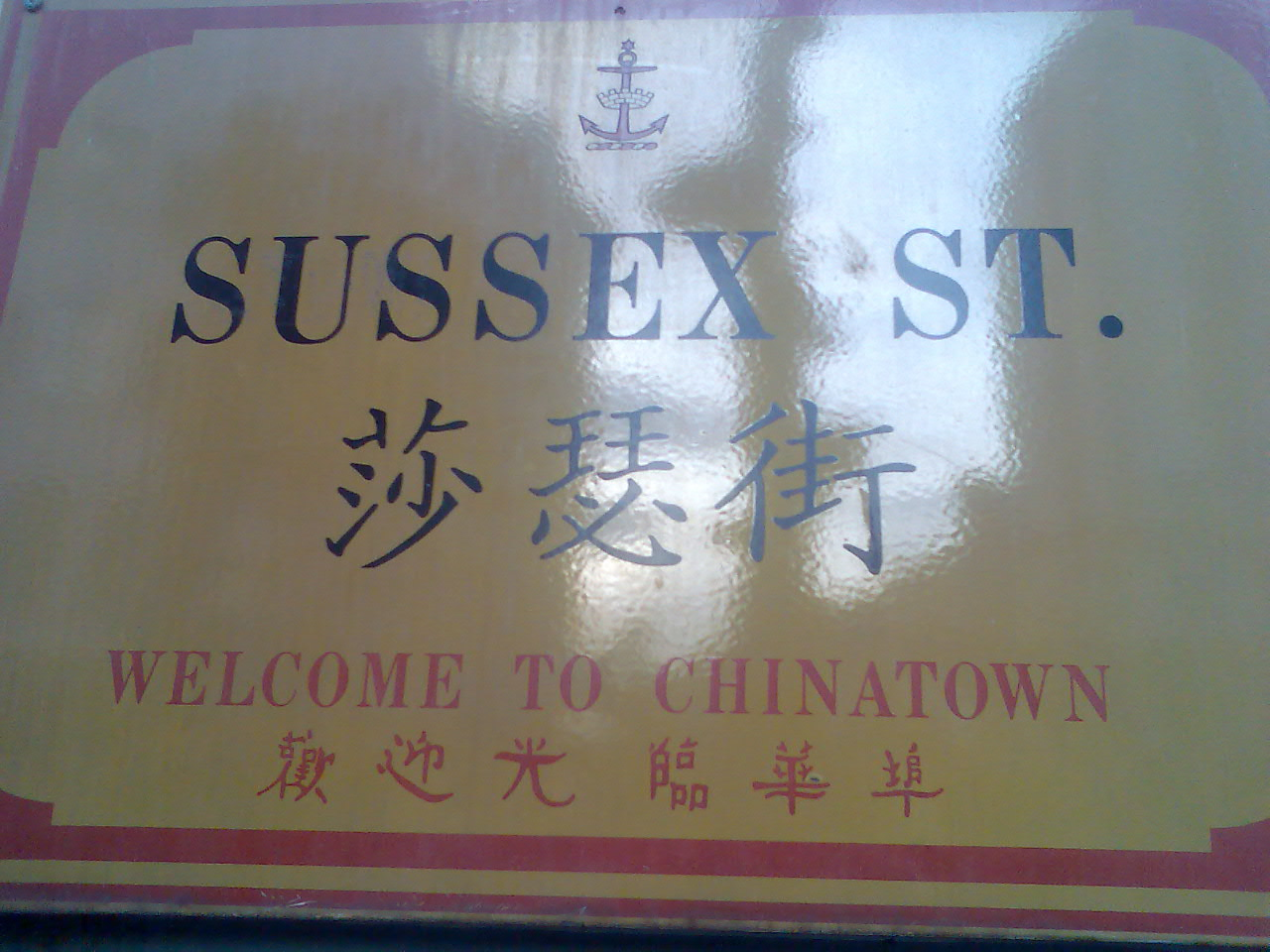
Sussex Street
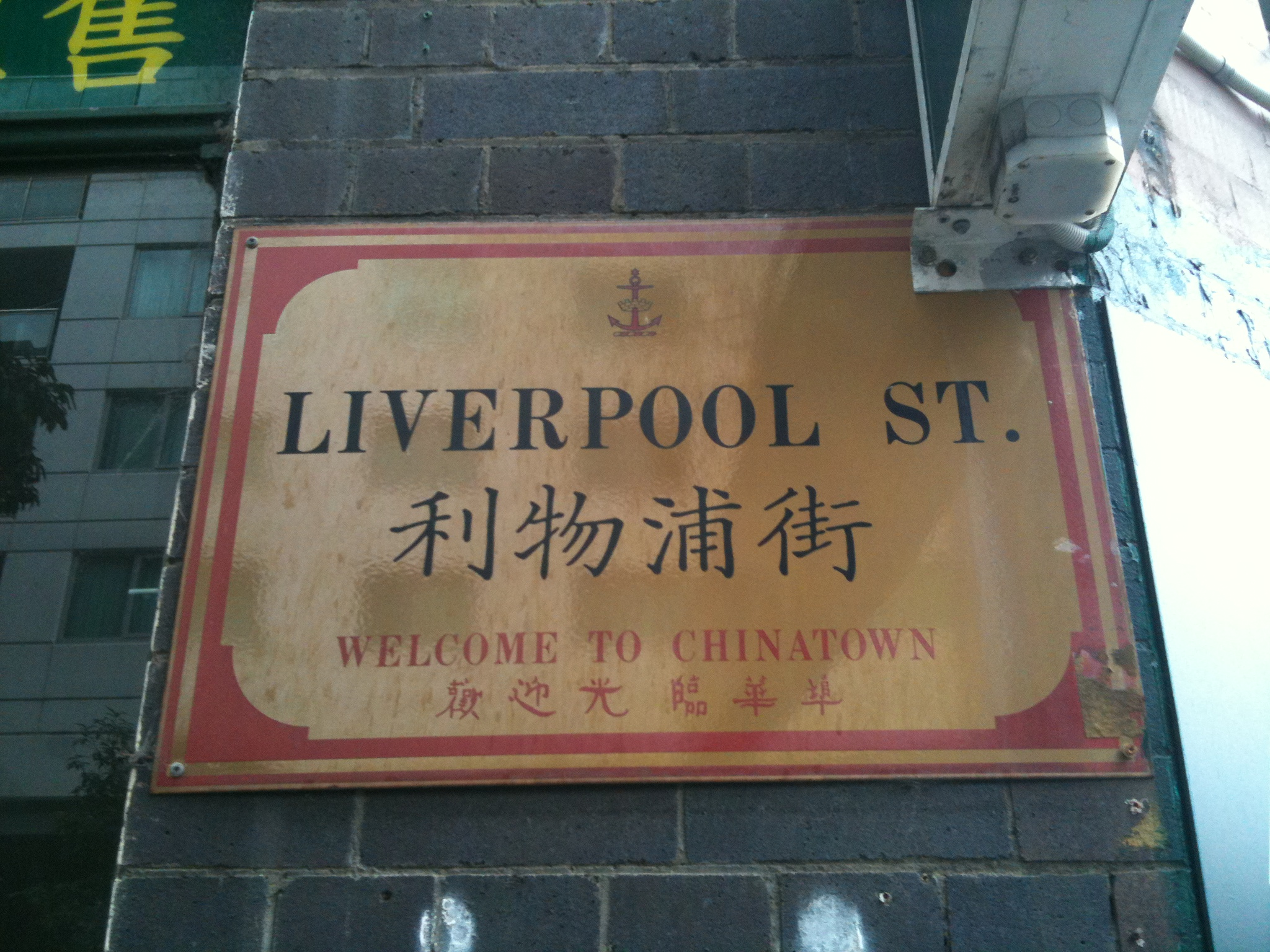
Liverpool Street
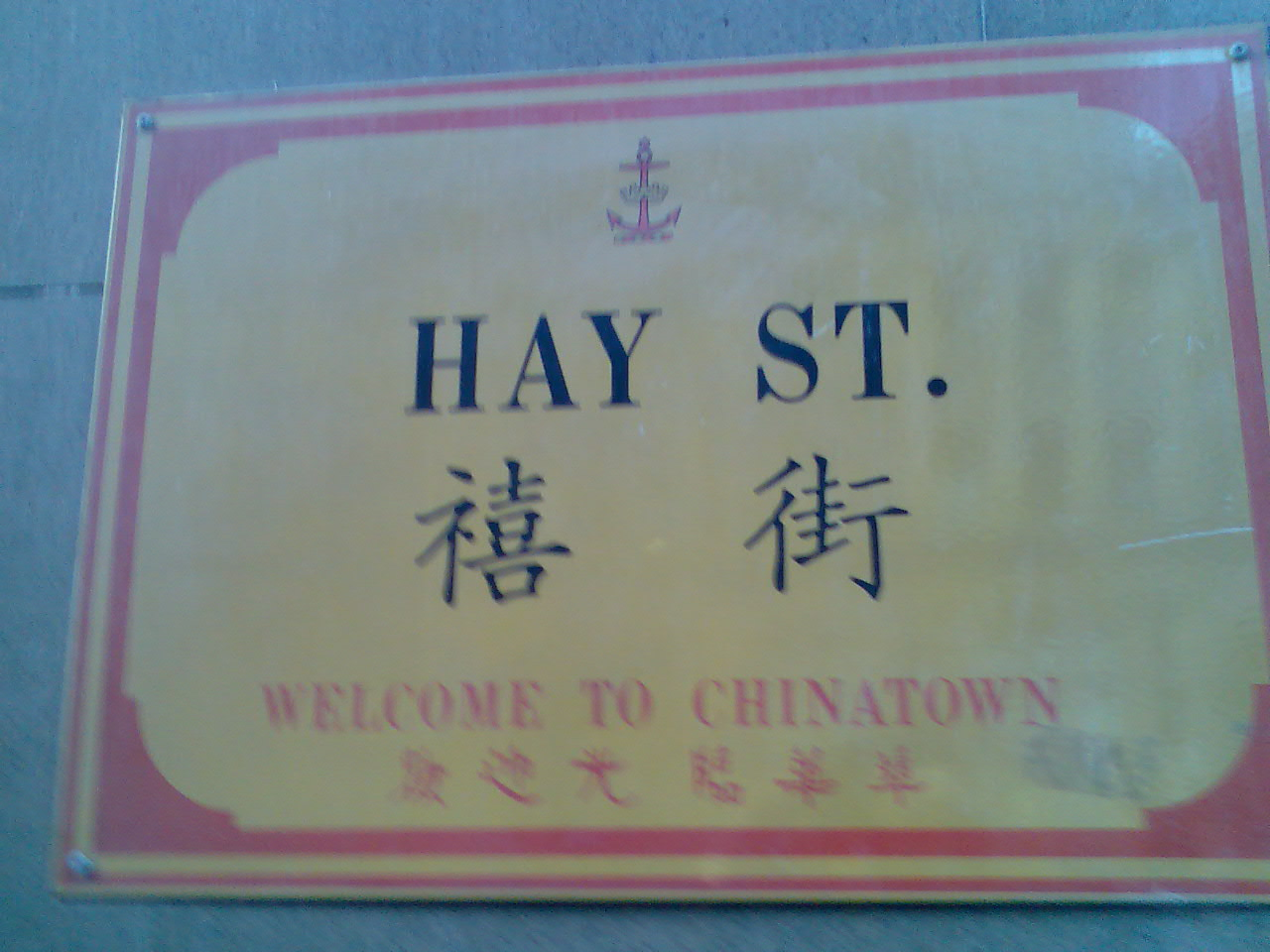
Hay Street
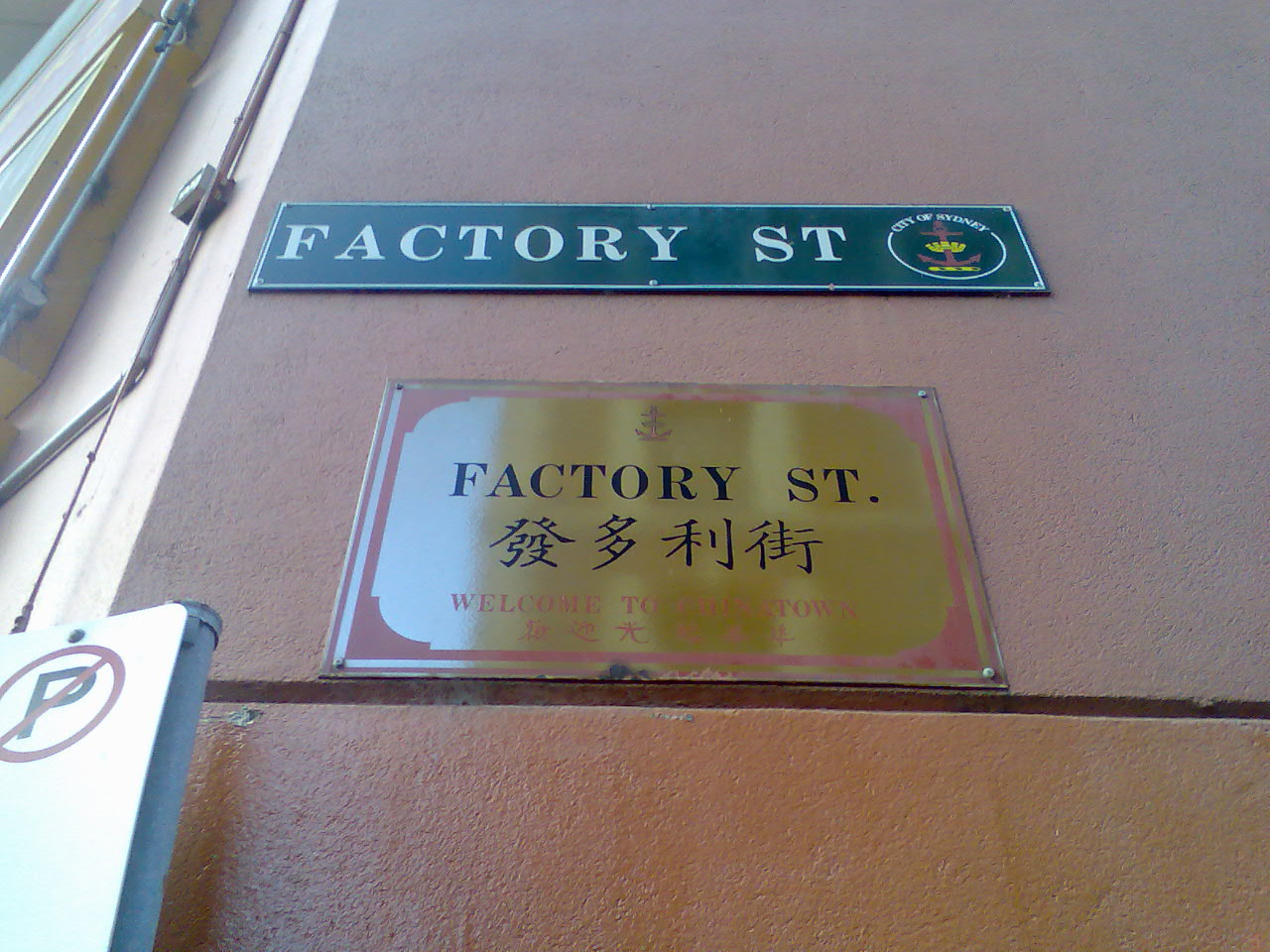
Factory Street
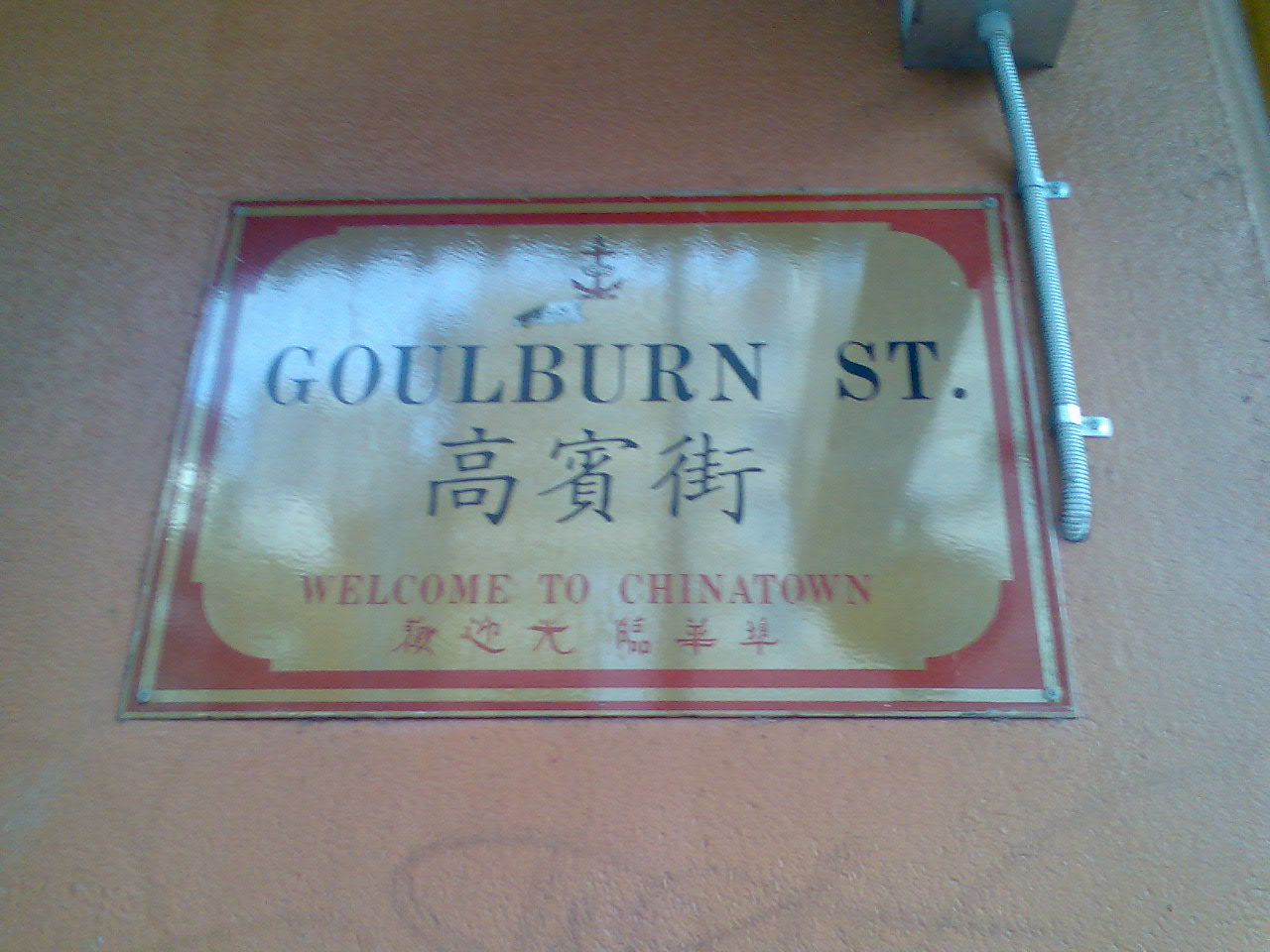
Goulburn Street
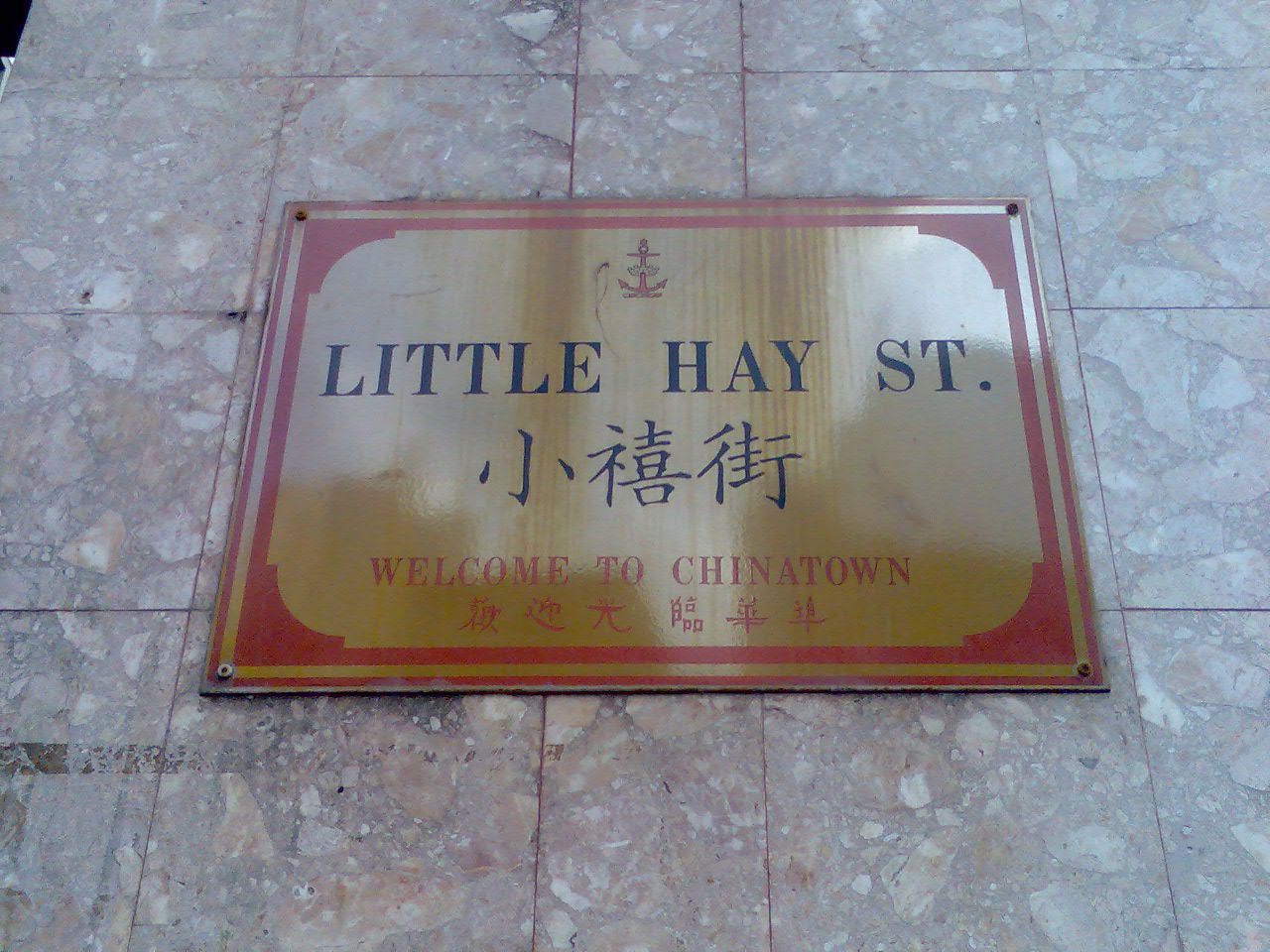
Little Hay Street
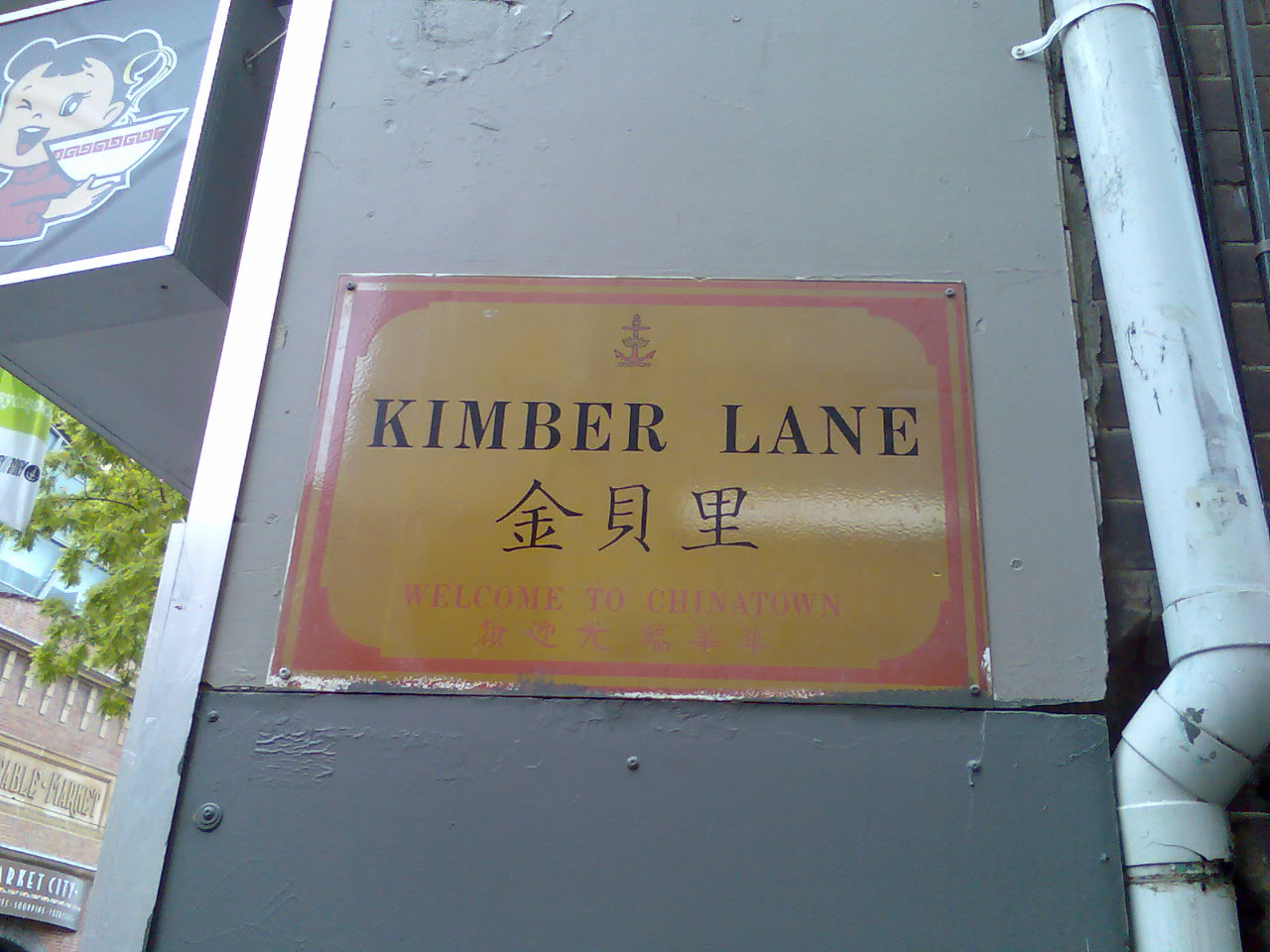
Kimber Lane
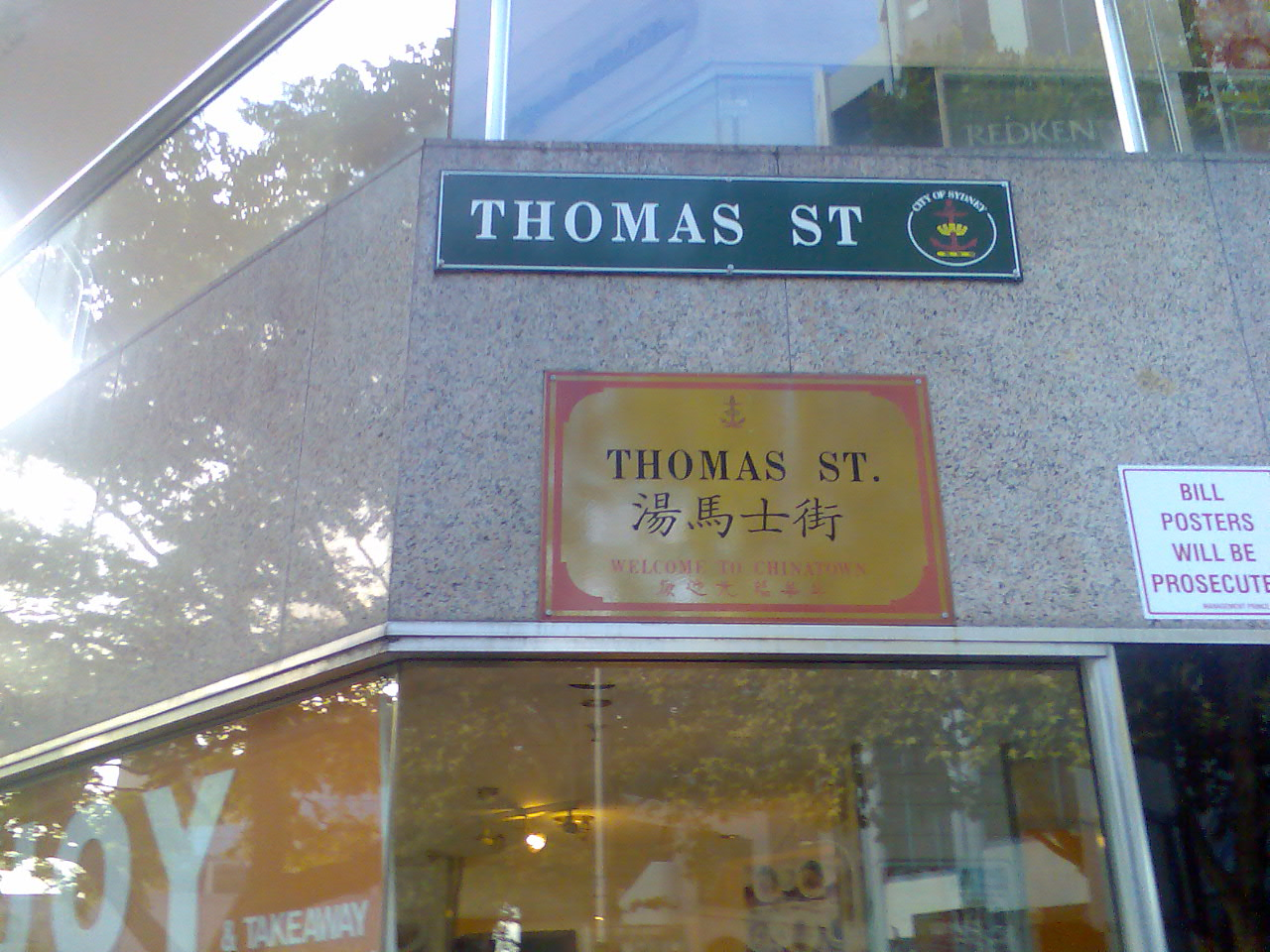
Thomas Street
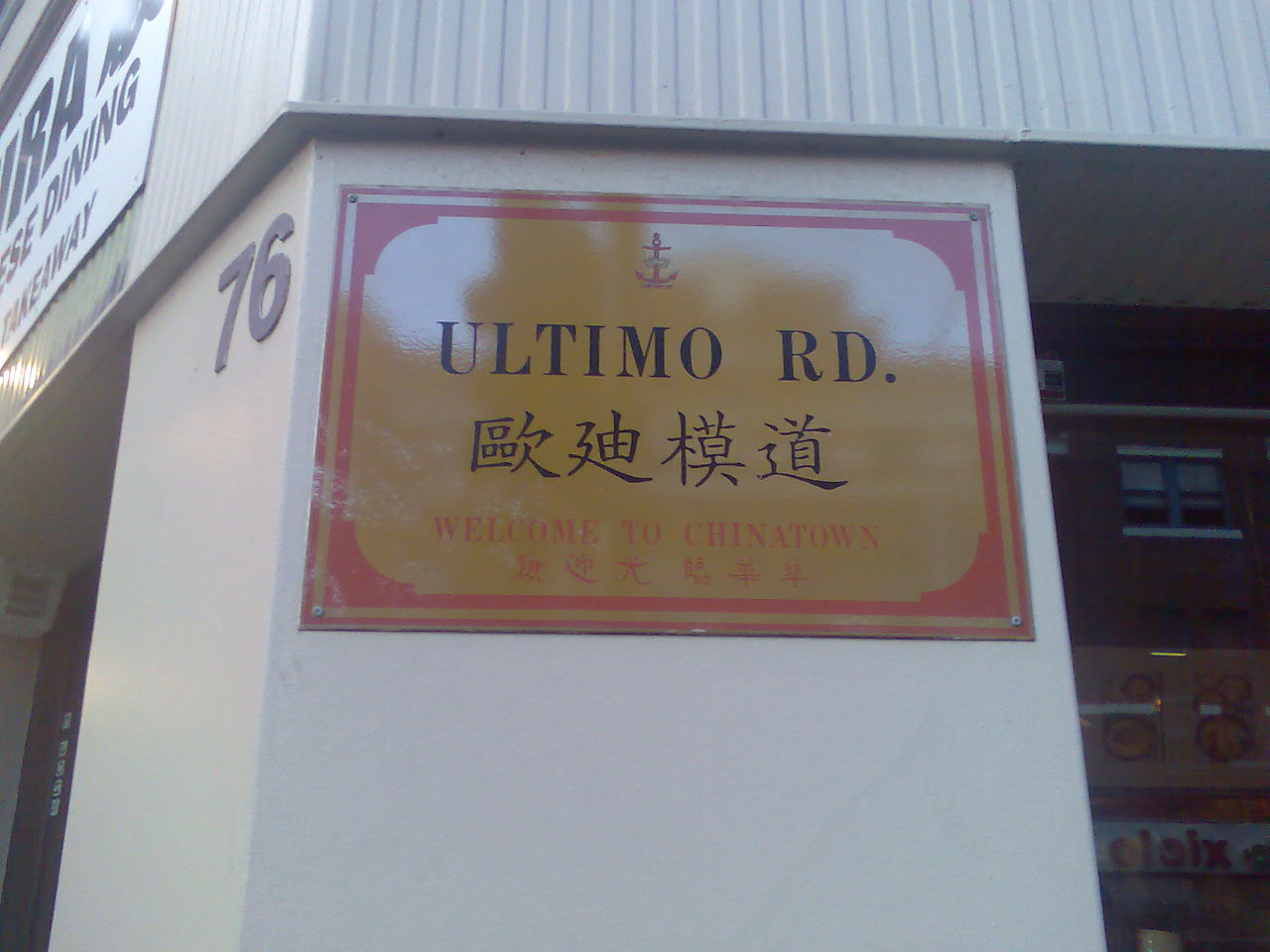
Ultimo Road